# Actinolema eryngioides
Actinolema eryngioides là một loài thực vật có hoa trong họ Hoa tán. Loài này được Fenzl mô tả khoa học đầu tiên năm 1842.